# Gonzaguinha
Luiz Gonzaga do Nascimento Júnior alias Gonzaguinha (Rio de Janeiro, 22 settembre 1945 – Renascença, 29 aprile 1991) è stato un musicista e cantante brasiliano.

## Biografia

### Origini e carriera
Nato a Rio de Janeiro il 22 settembre 1945, Gonzaguinha era figlio d'arte, essendo nato da Luiz Gonzaga, importante esponente della MPB, e da Odaleia Guedes dos Santos, cantante anche lei. Rimasto orfano di madre, e cresciuto dal padrino e dalla madrina, a quattordici anni compose la sua prima canzone Lembranças da Primavera. Nel 1961, tornò ad abitare col padre.
Nella casa del dottor Aluízio Porto Carrero, psichiatra, conobbe Ivan Lins e dette vita al MAU, ovvero Movimento Artístico Universitário, assieme allo stesso Lins, ad Aldir Blanc, Márcio Proença, Paulo Emílio e César Costa Filho. Questo movimento ebbe rilevante importanza nella musica brasiliana degli anni settanta e ottanta, soprattutto nei programmi della rede Globo.
Sempre critico nei confronti del regime dittatoriale brasiliano, ebbe ben 18 delle 72 canzoni composte censurate. I suoi pezzi furono cantati da grandi artisti brasiliani come Maria Bethânia (O que é, o que é, Não dá mais pra segurar, Explode coração e Festa), Simone Bittencourt de Oliveira, Elis Regina (Redescobrir e Ciranda de Pedra), Raimundo Fagner, e Joanna.
Si sposò due volte, con Ângela, dalla quale ebbe due figli: Daniel (cantante, che, nel 2010, dedica un CD, intitolato Comportamento Geral, al repertorio del padre) e Fernanda; e con Louise Margarete dalla quale ebbe l'ultimogenita Mariana. Dalla breve relazione con la collega Sandra Pera era nata un'altra sua figlia, Amora Pera, cantante come i genitori.

### La tragica fine
Il 29 aprile del 1991, dopo un concerto a Pato Branco, nel Paraná, Gonzaguinha morì per un incidente automobilistico, sulla strada fra Renascença e Marmeleiro.

## Discografia
- Parada obrigatória para pensar, (1970), Compacto Simples Forma/Philips
- Um abraço terno em você, viu mãe, (1970), Compacto Simples Forma/Philips
- Africasiamerica/Por um segundo, (1971), Compacto Simples Forma/Philips
- Felícia/Plano sensacional/Sanfona de prata, (1971), Compacto Duplo Forma/Philips
- Comportamento geral/Um sorriso nos lábios, (1972), Compacto Simples Odeon
- Luiz Gonzaga Jr. (1973), LP/CD Odeon
- Luiz Gonzaga Jr. (1974), LP/CD Odeon
- Os senhores da terra (antologia 1975), LP Museu da Imagem e do Som
- Plano de vôo, (1975), LP/CD EMI/Odeon
- Começaria tudo outra vez, (1976),LP/CD EMI/Odeon
- Moleque Gonzaguinha (1977), LP/CD EMI/Odeon
- Recado, (1978), LP/CD EMI/Odeon
- Gonzaguinha da vida, (1979), LP/CD EMI/Odeon
- De volta ao começo, (1980), LP/CD EMI/Odeon
- A vida do viajante. Com Luiz Gonzaga, (1981), LP/CD EMI/Odeon
- Coisa mais maior de grande pessoa, (1981), LP/CD EMI/Odeon
- Caminhos do coração, (1982), LP/CD EMI/Odeon
- "Alô, alô Brasil", (1983), LP/CD EMI/Odeon
- Grávido, (1984), LP/CD EMI/Odeon;
- Olho de lince/trabalho de parto, (1985), LP/CD EMI/Odeon
- Geral, (1987), LP EMI/Odeon
- Corações marginais, (1988), LP Moleque/WEA
- Luisinho de Gonzaga, (1990), LP WEA/Moleque
- Cavaleiro solitário, (1993), LP/CD Som Livre
- Luiz Gonzaga Jr. - Gonzaguinha, (2001), CD Universal Music

### In collaborazione
- Gonzagão & Gonzaguinha-Juntos. Gonzaguinha e Luiz Gonzaga, (1991), CD BMG/Ariola;
- A viagem de Gonzagão e Gonzaguinha. Gonzaguinha e Luiz Gonzaga, (1994), CD EMI/Odeon;
- O talento de Gonzaguinha, (1994), CD EMI/Odeon;
- Perfil, (2004), CD EMI/Som Livre;

### Dediche
- Simples Saudade, (2001) CD BMG Brasil
- Daniel Gonzaga Comportamento geral, (2010) CD Biscoito fino